# الرسالة الذهبية
الرسالة الذهبية أو طب الإمام الرضا هي مجموعةٌ من النصائح والإرشادات العامة القيمة التي تنسب إلى علي بن موسى الرضا المكنى بأبي الحسن وهو الإمام الثامن من أئمة الشيعة الإمامية وهي رسالة في تعديل المزاج باستعمال الأغذية والأشربة والأدوية وتشمل على العلوم الطبيه مثل التشريح والأحياء والصحة والأمراض والوقاية. وتشمل أيضًا على علم الكيمياء والتغذية، والعديد من العلوم الأخرى التي كانت حصيلة تجاربه وما سمعه عن آبائه وجده رسول اللّه (ص). وهناك كثير من الكتب التي ترجمت وشرحت هذه الرسالة.

## تاريخ الرسالة الذهبية
في المصادر التاريخية المتوفرة لم يذكر تاريخ إصدار هذه الرسالة، لكن يمكن تحديد الفترة الزمنية التي كتبت فيها بين سنة (201-203 هجري).

## سبب تأليفها
كان المأمون بـ نيسابور وكان بلاطه في معظم الأوقات ندوة من ندوات العلم والأدب.
ففي يوم ما جرى ذكر الطب، وما يضمه بدن الإنسان من الأجهزة والخلايا العجيبة، وبدائع تركيب أعضائه التي تجلت فيها حكمة الخالق العظيم، وروعة قدرته.
و كان في المجلس سيد ابوالحسن الرضا وجماعة من الفلاسفة والأطباء، مثل: يوحنا بن ماسويه وجبريل بن بختيشوع، وصالح بن بهلمة الهندي وغيرهم من منتحلي العلوم.
وقد خاض هؤلاء القوم سوى السيد ابوالحسن في البحوث الطبية وهو صامت لم يتكلم بشئ فانبرى إليه المأمون قائلا له باكبار:
ما تقول يا أبا الحسن في هذا الأمر الذي نحن فيه اليوم والذي لا بد منه من معرفة هذه الأشياء والأغذية، النافع منها، والضار وتدبير الجسد؟
فأجابه: عندي ما جربته، وعرفت صحته بالاختبار ومرور الأيام مع ما وقفني عليه من مضى من السلف مما لا يسع الإنسان جهله ولا يعذر في تركه، فأنا أجمع ذلك مع ما يقاربه مما يحتاج إلى معرفته....
و بعد فترة غادر المأمون النيسابور إلي البلخ فكتب المأمون إليه كتابا يتنجز ما كان ذكره له، مما يحتاج إلى معرفته على ماسمعه وجربه من الاطعمة، والاشربة، وأخذ الادوية، والفصد والحجامة والسواك، والحمام، والنورة، والتدبير في ذلك. فكتب إليه أبوالحسن رسالةً.
فلما وصلت هذه الرسالة إلى المأمون، قرأها فأعجب بها، وأمر أن تكتب بالذهب، وكما أمر أن تكتب نسخ منها، وتوزع على أولاده وافراد أسرته، وجهاز دولته، كما أمر أن تودع نسخة منها في بيوت الحكمة.

## أجزاء الرسالة

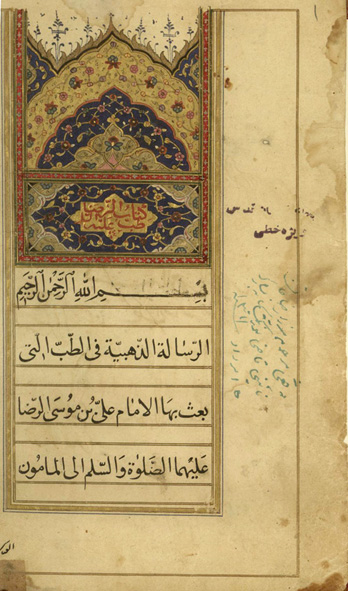
مخطوطة قديمة لرسالة.